# Цораєвський
Цораєвський (рос. Цораевский) — хутір у Прохладненському районі Кабардино-Балкарії Російської Федерації.
Орган місцевого самоврядування — сільське поселення Благовіщенка. Населення становить 122 особи.

## Історія
Згідно із законом від 27 лютого 2005 року органом місцевого самоврядування є сільське поселення Благовіщенка.

## Населення
| 1926 | 2002 | 2010 |
| ---- | ---- | ---- |
| 165  | ↘124 | ↘122 |